# 푸치 홀

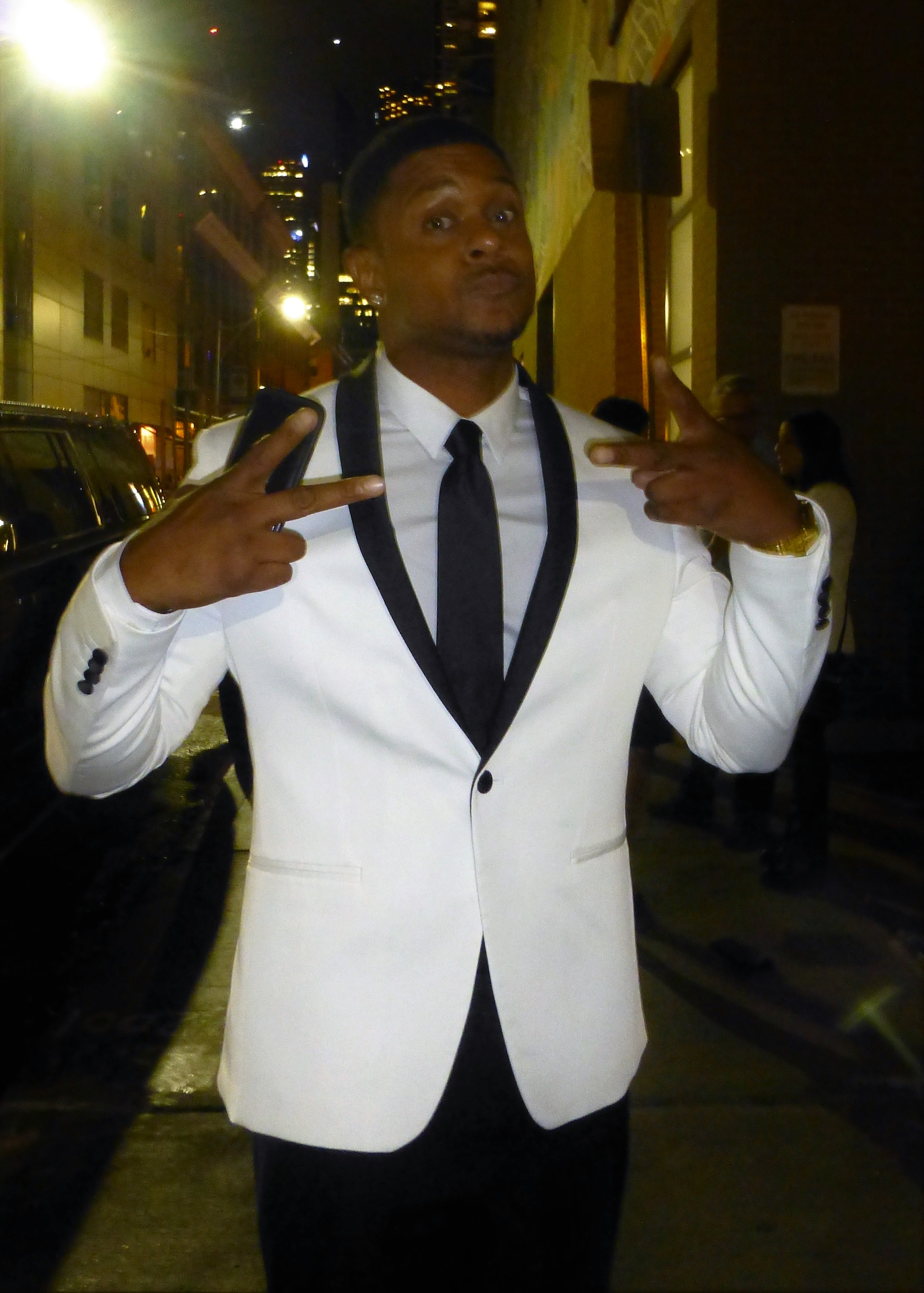

푸치 홀(Pooch Hall, 1977년 2월 8일 ~ )은 미국의 배우, 모델이다.
브락튼에서 태어났다.

## 출연 작품

### 영화
- Blue Hill Avenue (2001)
- Scratch (2003) - 제이 역 (단편)
- 먹구름 (2004, Black Cloud)
- 블라인드 가이 (2006년) - 제이 역
- 후드 오브 호러 (2006) - 소드 역
- 스톰프 더 야드 2: 홈커밍 (2010, Stomp the Yard: Homecoming)
- 점핑 더 브룸 (2011, Jumping the Broom) - 리키 역
- Live at the Foxes Den (2013) - 게리 역
- Carter High (2015)
- 록키 블리더 (2016, Chuck) - 무하마드 알리 역
- 베일리 어게인 (2017) - 앨 역
- 체리 (2021)

### 텔레비전
- Pepper Dennis (2006)
- The Game (2006-13, 2015) - 더윈 데이비스 역
- Accidentally on Purpose (2009-10)
- 레이 도노반 (2013-20)